# Hernán Salazar
Hernán Matías Salazar (*Isidro Casanova, 2 de mayo de 1990) es un futbolista argentino que se desempeña como delantero. Actualmente integra el plantel de Comunicaciones.
Salazar hizo su debut en Primera División el 20 de septiembre de 2008 en el partido que Argentinos empató 1-1 con Gimnasia de Jujuy. En 2010 fue integrante del plantel que logró el Torneo Clausura 2010.

## Clubes
| Club                 | País      | Año           | PJ | Goles |
| -------------------- | --------- | ------------- | -- | ----- |
| Argentinos Juniors   | Argentina | 2008-2010     | 6  | 0     |
| El Linqueño          | Argentina | 2010 - 2013   | 61 | 0     |
| Deportivo Español    | Argentina | 2012          | 17 | 8     |
| General Lamadrid     | Argentina | 2012          | 12 | 0     |
| Club Almirante Brown | Argentina | 2014-2015     | 35 | 10    |
| Club Comunicaciones  | Argentina | 2016-presente | 16 | 4     |

## Palmarés

### Campeonatos nacionales
| Título               | Club               | País      | Año  |
| -------------------- | ------------------ | --------- | ---- |
| Torneo Clausura 2010 | Argentinos Juniors | Argentina | 2010 |